# September 1995
Dit artikel geeft een chronologisch overzicht van alle belangrijke gebeurtenissen per dag in de maand september van het jaar 1995.

## Gebeurtenissen

### 1 september
- Veronica verlaat het publieke bestel en begint aan haar commerciële avontuur.
- De leden van de CNV-ambtenarenbond CFO wijzen de collectieve arbeidsovereenkomst voor de 112 duizend rijksambtenaren in grote meerderheid af.
- Een 45-jarige medewerker van de Nederlandse Spoorwegen raakt ernstig gewond bij een ongeval op een spoorwegovergang op het bedrijfsterrein van de Vuil Afvoer Maatschappij (VAM) in het Drentse Wijster.
- De Nederlandse volleybalploeg weet bij de Universiade in Fukuoka niet te imponeren. Het team van Peter Murphy sluit het evenement af als dertiende.

### 3 september
- Een anti-terreureenheid van de Zwitserse politie maakt zonder bloedvergieten een einde aan de kaping van een Airbus-310 van de Franse luchtvaartmaatschappij Air Inter.
- Bij een bomaanslag op een drukbezochte markt in het centrum van Parijs raken vier mensen lichtgewond. De schade blijft beperkt, omdat de onder een groentestal in een snelkookpan verborgen bom niet goed functioneert.
- Stefan Everts wint de wereldtitel motorcross 250 cc. Hoewel de Belg in de eerste manche door een val geen punten scoort, is hij halverwege de Grand Prix van Frankrijk al zeker van de wereldtitel.
- Voetballer Faustino Asprilla wordt door een rechtbank in Bogota veroordeeld tot een voorwaardelijke gevangenisstraf van een jaar wegens verboden wapenbezit.
- Jessica Gal behaalt bij de open Duitse kampioenschappen de titel in het lichtgewicht. Het is een van de drie gouden medailles voor de judoploeg in Rüsselsheim, de laatste test op weg naar de WK judo 1995, later deze maand in Japan.

### 4 september
- Een Algerijnse radio-journaliste wordt voor haar huis in de hoofdstad Algiers doodgeschoten. Eerder op de dag wordt het lijk van een politiek tekenaar van een regeringskrant gevonden.
- In Peking begint de 4e wereldconferentie voor vrouwen met 4750 afgevaardigden uit 181 landen.
- AuctionWeb, de eerste naam voor de internetveilingsite eBay, komt online.
- Amper 24 uur na de vorige explosie op een zondagsmarkt bij de opera op het Bastilleplein wordt in Parijs een nieuwe aanslag voorkomen door de tijdige ontdekking van een bom in een openbaar toilet in het zuidelijke 15de arrondissement.
- Een explosie in een steenkoolmijn in Kemerovo (Siberië) veroorzaakt de val van een liftkooi waarmee mijnwerkers in een schacht worden neergelaten.
- Het boek Indische tuinen van Adriaan van Dis blijkt het best verkochte boek van de voorgaande anderhalf jaar: 154.000 exemplaren. Elseviers belastingalmanak scoort de derde plaats: 106 000 stuks.

### 5 september
- Ondergrondse kernproef van Frankrijk op het eiland Mururoa.
- Slagregens en hagelstormen kosten in Marokko aan ten minste 43 mensen het leven, zo maakt het ministerie van Binnenlandse Zaken bekend.
- De Russische regering veroordeelt de NAVO-aanvallen tegen de Bosnische Serviërs en eist dat de bombardementen onmiddellijk gestaakt worden.
- Hedy d'Ancona, lid van het Europees Parlement en ex-minister van WVC, reikt in de Rotterdamse Schouwburg de Gouden Gids Publieksprijs 1995, een geldbedrag van 100 duizend gulden, uit aan Ivo van Hove, artistiek directeur van het Het Zuidelijk Toneel.
- De tropische orkaan Luis raast over de Bovenwindse Eilanden en veroorzaakt op Sint Maarten twee doden en een schade van een miljard gulden.

### 6 september
- Bij een aanval door een woedende menigte op de Pakistaanse ambassade in de Afghaanse hoofdstad Kabul komen ten minste twee mensen om het leven. Volgens de Afghaanse minister van Defensie, Younis Qanouni, loopt de demonstratie van ongeveer vijfduizend Afghanen uit de hand als iemand uit de Pakistaanse ambassade een schot lost.
- Het Joegoslaviëtribunaal stelt voor het eerst een niet-Serviër in staat van beschuldiging.
- Burgemeester Bram Peper van Rotterdam verbiedt een multiculturele manifestatie in stadion de Kuip op 16 september. De gemeente vreest voor ongeregeldheden tussen Koerden en Turken.
- Het Nederlands elftal houdt uitzicht op deelname aan het EK voetbal 1996 door een 1-0 zege op Wit-Rusland. Het enige doelpunt in De Kuip komt op naam van invaller Youri Mulder. Middenvelder Orlando Trustfull (Feyenoord) maakt zijn debuut voor de ploeg van bondscoach Guus Hiddink.

### 7 september
- De Tilburgse student Guus Meeuwis, die met het nummer "Het is een nacht" al een paar weken boven in de hitparades bivakkeert, raakt zijn studiebeurs kwijt.
- De Republikeinse senator Bob Packwood uit Oregon treedt af, 24 uur nadat de senaatscommissie voor Ethische Zaken unaniem tot de conclusie is gekomen dat hij zich te buiten is gegaan aan seksuele en andere misdragingen.
- De VN-Hoge Commissaris voor de Vluchtelingen, Sadako Ogata, en Zaïre zijn akkoord over een plan voor de repatriëring van de meer dan een miljoen vluchtelingen uit Rwanda en Burundi.
- Zes dagen na de installatie van een regering van nationale eenheid in Liberia breken gevechten uit tussen twee guerrillagroepen in de stad Tubmanburg, tachtig kilometer ten noorden van de hoofdstad Monrovia.

### 9 september
- De Sony PlayStation wordt op de markt gebracht in de Verenigde Staten.

### 10 september
- De Poolse wielrenner Zbigniew Spruch wint de 52ste editie van de Ronde van Polen.

### 15 september
- Tekenaar-schilder Rien Poortvliet (64) overlijdt.

### 16 september
- In Peking eindigt de vierde wereldvrouwenconferentie. Belangrijkste nieuws uit het slotdocument: het recht van vrouwen om over hun eigen seksualiteit te beschikken wordt een 'universeel mensenrecht', een afspraak waarbij overigens 25 van de 183 aanwezige landen een voorbehoud hebben gemaakt.

### 19 september
- PCM, de uitgeefster van De Volkskrant, Trouw en Het Parool, verslaat De Telegraaf en verwerft de Nederlandse dagbladunie, uitgever van NRC Handelsblad en het Algemeen Dagblad. Vijf van de zes belangrijkste landelijke dagbladen krijgen per 1 januari één eigenaar.
- In Den Haag is het Prinsjesdag: premier Wim Kok voorspelt dat er onder zijn regering 400.000 tot 450.000 banen bij zullen komen, dat zijn er 100.000 meer dan aanvankelijk werd verwacht.

### 20 september
- De NAVO-bombardementen en -beschietingen in Bosnië, zes dagen eerder tijdelijk gestaakt, worden definitief stopgezet. De Bosnische Serviërs hebben aan alle gestelde eisen voldaan: Sarajevo is weer over de weg bereikbaar, het vliegveld is weer open en de zware wapens rond de stad, voor zover niet vernietigd, zijn weg. Ook hebben de Bosnische Serviërs hun aanvallen op de andere enclaves gestaakt. Sterker, de moslims en Bosnische Kroaten zijn daar nu in het offensief. Opnieuw zijn in Bosnië tienduizenden burgers, ditmaal Bosnische Serviërs, op de vlucht.

### 23 september
- Het Nederlands vrouwenvolleybalteam begint het Europees kampioenschap in eigen land met een 3-1 overwinning op Bulgarije.

### 24 september
- Het Nederlands vrouwenvolleybalteam wint ook de tweede groepswedstrijd bij het Europees kampioenschap in eigen land. De ploeg van bondscoach Bert Goedkoop verslaat Italië met 3-0.

### 25 september
- Het Nederlands vrouwenvolleybalteam dendert door bij het Europees kampioenschap in eigen land. In de derde groepswedstrijd wint de ploeg van bondscoach Bert Goedkoop met 3-0 van Turkije.

### 27 september
- Het Nederlands vrouwenvolleybalteam lijdt de eerste nederlaag bij het Europees kampioenschap in eigen land. In de vierde groepswedstrijd verliest de ploeg van bondscoach Bert Goedkoop met 3-2 van Kroatië.

### 28 september
- In Washington DC zetten de Israëlische premier Rabin en PLO-leider Arafat na een jaar van gemiste streefdata dan eindelijk hun handtekening onder hun tweede vredesakkoord: Israël zal een deel van de Westelijke Jordaanoever aan de PLO overdragen en zijn leger binnen zes maanden uit de belangrijkste Palestijnse steden - uitzondering: Hebron - terugtrekken, een operatie waarmee op 13 november, in Jenin, wordt begonnen.
- In de vijfde en laatste groepswedstrijd bij het Europees kampioenschap in eigen land wint het Nederlands vrouwenvolleybalteam met 3-0 van Tsjechië.
- In Chiba begint de 18de editie van de WK judo.

### 30 september
- In de halve finale van het Europees kampioenschap wint het Nederlands vrouwenvolleybalteam in de halve eindstrijd met 3-1 van titelverdediger Rusland.

← · januari · februari · maart · april · mei · juni · juli · augustus · september · oktober · november · december ·  →